# Stilbina koreana
Stilbina koreana là một loài bướm đêm trong họ Noctuidae.